# ゼイ・クローン・タイローン/俺たちクローン
『ゼイ・クローン・タイローン/俺たちクローン』（原題：They Cloned Tyrone）は、ジュエル・テイラーとトニー・レッテンマイヤーが共同で脚本を執筆し、本作が長編映画監督デビューとなるテイラーが監督した2023年のアメリカのSFコメディ映画。出演はジョン・ボイエガ、ジェイミー・フォックス、テヨナ・パリス。

## あらすじ
ある日、麻薬密売人のフォンテーヌは何者かに射殺されるが、翌日にはいつも通りの日常を送っていた。ポン引きのスリック・チャールズと、セックスワーカーの ヨーヨーから自分が殺されたことを指摘されたフォンテーヌは、3人で昨夜の出来事の真相を調べることにした。やがて、3人は日用品を使った者に不満が解消される仕掛けが施されており、それが町全体の統制につながっていることに気づく。そして、それはクローン技術とも関連していた。

## キャスト
※括弧内は日本語吹替
- フォンテーヌ - ジョン・ボイエガ（杉村憲司）
- スリック・チャールズ - ジェイミー・フォックス（咲野俊介）
- ヨーヨー - テヨナ・パリス（阿部彬名）
- ニクソン - キーファー・サザーランド（小山力也）

## 製作
2019年2月、ブライアン・タイリー・ヘンリーが本作のキャストに加わり、ジュエル・テイラーがトニー・レッテンマイアーとともに書いた脚本で長編映画監督デビューを果たすことになった。2019年10月、ヘンリーに代わってジョン・ボイエガが本作のキャストに加わり、Netflixが配給することが決定した。2020年9月、ジェイミー・フォックスとテヨナ・パリスが本作のキャストに加わった。
作品名は、エリカ・バドゥが平均的な黒人男性を歌った『タイローン』にちなんでいると同時に、Cloneとの掛詞にもなっている。
2020年12月、主要撮影がジョージア州アトランタで始まった。

## 評価
小野寺系は、タスキギー梅毒実験をはじめとする、アフリカ系アメリカ人が人体実験に利用されてきたという歴史やそれに関連する都市伝説が背景にあり、それを通じて彼らがアメリカ政府や支配層に抱く不信感が描かれていると指摘している。また主要キャラクター3人がいずれも違法なビジネスに従事している点から、経済的な事情から自分の本当にしたいことができず、そうせざる得なかった人たちだとしている。